# Penza
Penza (tiếng Nga: Пенза) là một thành phố ở Nga, trung tâm hành chính của tỉnh Penza thuộc Vùng liên bang Volga. Nó nằm trên sông Sura, cách 625 km về phía đông nam Moskva. Thành phố này có Sân bay Penza. Dân số: 518.025 (2002).

## Liên kết
- Official website of Penza Lưu trữ ngày 23 tháng 2 năm 2016 tại Wayback Machine (tiếng Nga)
- News agency PenzaNews (tiếng Nga)
- Penza Foreign Direct Investment Guide (tiếng Nga)(tiếng Anh)